# Dendropsophus virolinensis
Dendropsophus virolinensis es una especie de anfibios de la familia Hylidae.
Es endémica de Colombia.
Sus hábitats naturales incluyen praderas tropicales o subtropicales secos parcialmente inundadas, pantanos, marismas y corrientes intermitentes de agua dulce, pastos y zonas previamente boscosas ahora muy degradadas.